# Agios Vasileios (Creta)
Agios Vasileios (in greco Άγιος Βασίλειος?) è un comune della Grecia situato nell'isola di Creta (unità periferica di Retimo) con 8648 abitanti secondo i dati del censimento 2001.
È stato istituito a seguito della riforma amministrativa detta Programma Callicrate in vigore dal gennaio 2011 che ha abolito le prefetture e accorpato numerosi comuni.
Nel territorio comunale si presume che possano trovarsi i resti della città di Bionnos.